# Cristiano Cordeiro
Cristiano Preigchadt Cordeiro (Porto Alegre, 14 agosto 1973) è un allenatore di calcio ed ex calciatore brasiliano naturalizzato hongkonghese, di ruolo difensore.

## Caratteristiche tecniche

### Giocatore
Era un difensore centrale.

## Palmarès

### Giocatore

#### Competizioni nazionali
- Hong Kong Premier League: 3

South China: 1999-2000
Sun hei: 2003-2004, 2004-2005
- Hong Kong Football Association Cup: 4

South China: 1998-1999, 2001-2002
Sun Hei: 2004-2005, 2005-2006
- Coppa di Lega di Hong Kong: 4

South China: 2001-2002
Sun Hei: 2003-2004, 2004-2005, 2008-2009
- Senior Shield: 5

South China: 1999-2000, 2001-2002, 2002-2003
Sun Hei: 2004-2005, 2011-2012